# НИИТЭХИМ
 ОАО «Научно-исследовательский институт технико-экономических исследований в химическом комплексе (НИИТЭХИМ)»  — научно-исследовательский институт, основной деятельностью которого является разработка стратегий, программ развития химической и нефтехимической промышленности. Институт основан в Москве в 1958 году в рамках реализации масштабной государственной программы ускоренного развития химической промышленности СССР. В 1994 в соответствии с Государственной программой приватизации преобразован в открытое акционерное общество. Все направления деятельности сертифицированы на соответствие международному стандарту ISO 9001:2008.

## История
Научно-исследовательский институт технико-экономических исследований химической промышленности (НИИТЭХИМ) был создан в 1958 году в целях реализации государственной программы ускоренного развития химической индустрии СССР. Днем рождения института принято считать 23 июля 1958 года, когда вышло постановление ЦК КПСС и Совета Министров СССР № 795, давшее начало институту.
Среди задач, возложенных на институт были стратегические вопросы организации химических производств, в частности, вопросы их территориального размещения, определение основных направлений развития химической промышленности СССР с целью химизации народного хозяйства, а также комплексное использование углеводородного сырья и внешнеэкономические вопросы — специализация и кооперирование со странами СЭВ и др.
В 1970—1980 гг. был создан Централизованный справочно-информационный фонд (ЦСИФ), ставший основной базой справочно-информационного обслуживания всего химического комплекса СССР. Фонд насчитывал более миллиона единиц хранения, включая нормативно-техническую документацию (ГОСТы, ОСТы, ТУ).
В начале 1980 — были создана автоматизированная система научно-технической информации (НТИ) «Химия», а также международная система по химии и химической промышленности ИНФРОМХИМ.
В период с 1967 по 1996 г. в рамках Европейской экономической комиссии ООН (г. Женева) действовал Комитет по химической промышленности, НИИТЭХИМ принимал активное участие в его работе. Был выполнен ряд исследований по темам «Малоотходная и безотходная технология в производстве органических продуктов», «Экономия энергии в химической промышленности» и др.
В 1977 г. в Москве институт организовал работу 10-й сессии Комитета по химической промышленности ООН, а в 1987 организован семинар «Роль химической промышленности в производстве продовольствия».
В 1980-е годы институт активно сотрудничал с чехословацким институтом ВУТЭ ХП, совместно с которым была разработана методика расчета эффективности производства химической продукции в странах-членах СЭВ.
В 1993 году был подписан договор о дружбе и сотрудничестве с Национальным информационным центром химической промышленности КНР. 
В 1994 году институт преобразован в открытое акционерное общество
В 1997 году начал выпускаться отраслевой журнал «Вестник химической промышленности».
В 2008 году разработана «Стратегия развития химической и нефтехимической промышленности на период до 2015 года», утверждена приказом Минпромэнерго России № 119 от 14 марта 2008 г.

## Директоры института
- c 1958 по 1961 г. Лебедев Иван Федосеевич
- с 1961 по 1966 г. Светцов Николай Павлович
- c 1966 по 1991 г. Дедов Алексей Григорьевич
- с 1991 по 2008 г. Васильев Михаил Григорьевич
- с 2008 по н.в. Аминев Салават Хурматович

## Деятельность
Основной деятельностью института является маркетинговые исследования рынка химической продукции, разработка стратегий с программ развития химической и нефтехимической промышленности. Основными заказчиками выступают Федеральные и региональные органы власти, в том числе Минпромторг, Минэнерго, ФАС, региональные правительства, предприятия химической промышленности России.
Другим важным направлением деятельности является выставочная деятельность. Совместно с ЗАО «Экспоцентр» ежегодно институт организует выставку «Химия».
В институте издается отраслевой журнал «Вестник химической промышленности».